# گروه مسا ایر
گروه مسا ایر (انگلیسی: Mesa Air Group) شرکت هوانوردی آمریکایی است، که در سال ۱۹۸۰ تأسیس شد.